# 最強!都立あおい坂高校野球部
『最強!都立あおい坂高校野球部』（さいきょう!とりつあおいざかこうこうやきゅうぶ）は、田中モトユキによる日本の漫画。『週刊少年サンデー』（小学館）において、2005年6号から2010年20号まで連載された。単行本全26巻。略称は「あお高」。

## 概要
少年サンデー2007年20号で「今後登場予定の高校の命名権」が懸けられた。
主要キャラの名前は苗字と名前の頭文字が同じになるようにつくられているとのこと。
第32回講談社漫画賞少年部門受賞作。ちなみに、『週刊少年サンデー』連載漫画が同賞を受賞したのはこれが初となる。

## あらすじ
北大路輝太郎は少年野球時代のチームメイトとともに、都立あおい坂高校に進学し、従姉である菅原鈴緒が監督を務める弱小野球部に入部。彼は鈴緒との6年前の「鈴ねぇを甲子園に連れて行く」という約束を守るために、強豪校の推薦をけった。それと同じくして、あおい坂高校には北大路の少年野球時代のチームメイトであった4人の新入生が集う。

## 登場人物

### あおい坂高校
北大路 輝太郎（きたおおじ きたろう）
9番・（東王戦から3番）投手・一塁手。
1年生。左投げ左打ち。桜中出身。
通称「キタロー」。鈴緒の従弟で、この作品の主人公である。珍しい左のアンダースローで中学時代は「キタローサブマリン」と他校から恐れられていた。独特の球道に、最速143km/h、体感速度150km/h並という直球のキレが最大の持ち味。変化球やコントロール、クイック投法といった小技は苦手で、文字通りの速球派。だが、星南戦にて負傷した人差し指をかばうようにして投げた球が思わぬ魔球となり、以後キタローのウイニングショットとなる。その球を体感した打者は「ボールがバットをすりぬけた」「イメージした球道より上に来る為、ボールが跳ねたような錯覚を起こす」「更に下手投げ独特の球道が錯覚を増長させている」と述べている。肘への負担が大きいらしく、その球を多投した翌日にキタローは自らの腕の倦怠感を訴えている。投手としての役割を存分に果たすべく、打順はたいてい9番だが、一本足打法でバッティングセンスも良い。利き腕の左手に怪我をした際は一塁を守った。人物像は分かりやすい熱血漢。しばしば私的な勝負事に走ってしまいがちだが、柔軟で、一試合ごとで得た教訓を確実にモノにして成長していく。「より速球が出るフォーム」を習得し、このフォームを用いた結果今までの魔球よりも速い「速い魔球」（いわゆるライズボール）を投げられるようになる。千秋のことは意識している絵がある。
松方 雅治（まつかた まさはる）
5番・捕手。
1年生。右投げ右打ち。隅中出身。
チームの頭脳を担うIDキャッチャー。実家はコンビニを経営し、朝と夜は手伝いをするなど親孝行である。千秋に思いを寄せる一方、巴からの熱いアプローチにたじたじであったが、1年後には巴がダイエットに成功し、容姿端麗になった為か少なからず意識しているそぶりが見られた。基本的にストイックであるが、千秋が絡むところっと変わる。相棒を誰よりも気遣う男で、試合後の完投したばかりのキタローに魔球を捕球させてほしいという高倉に対して激昂し、咎める場面もある。強気のリードが持ち味と評されるが、カウントが悪くなった時のリードなどはやや単調になり気味。打撃にも頭脳的に臨んでいるはいるものの、チャンスに今ひとつ活躍を得ない事が多い。が、ホームランを打つ事もある。
小林 虎鉄（こばやし こてつ）
4番・一塁手・三塁手。1年生。右投げ右打ち。一条シニア出身。
大きな体格でパワーヒッター。足が遅く、仲間からは「鈍足」と呼ばれることもある。あお高においては唯一と言ってもいい長距離砲であり、攻撃の中核を担う。深和の小泉監督に、「チャンスは必ずモノにする」と言わせた。敬遠球に飛びついたり、体スレスレのボール球をバットのグリップに当ててレフト前に運ぶなど強引なバッティングが多いが、速球に差し込まれながらもライトポール直撃の本塁打を放つなど、パワーだけでなく技術もある。特に直球にはめっぽう強く、執拗な変化球攻めの後の決めの直球を弾き返す。決勝の東王戦では古谷に対し、死球と故意による四球のキタローを除けばチームで唯一三振を喫さなかった。甲子園でも3本本塁打を放っている。打球反応も良く、鋭い当たりを度々好捕しているなど、守備もうまい。鈴緒に気があり鈴緒のこととなると頬を染める。べらんめえ口調で話す。円陣でチームを纏める事の多い兄貴肌。
梅宮 右京（うめみや うきょう）
1番・二塁手・投手。1年生。右投げ左打ち。荒羽シニア出身。
華麗なグラブ裁き、巧みな打撃センスを併せ持ちチームメイトに天才と呼ばれる。選球眼に優れており、際どい球はきっちりとカットしてくる粘り強い打者。伸之助よりは劣るが、独断で盗塁を許可されているほどの俊足である。長打を打つ技術にも優れており、深和の小泉監督に「最も怖い打者」とまで言わしめた。ただ内角は苦手。その容姿からミーハー系野球雑誌「野球王子」に掲載されることもしばしば。キタローが怪我をした際にはピッチャーを務め、多彩な変化球と抜群の制球力を見せる。しかし後述の食事制限による減量で、スタミナ不足を見抜かれる。甲子園決勝の静浜戦でも先発しているが、4回に右肩に受けた死球の影響もあって、その裏掴まり3点差をひっくり返されて降板した。相手の隙を逃さずに突くことから黒右京という異名もある。身長は160cmとかなり小柄な背丈。幼少時に父と騎手になるとの約束があり、この夏大会が終わったら野球をやめる予定でいる。母は、野球をやることを理解しているようだが、父は都立に入ったことも気に入らない様子で確執が見受けられた。後に父親と和解し、野球を続けられる事になった。
柴田 伸之助（しばた しんのすけ）
2番・遊撃手。1年生。右投げ左打ち。赤根中出身。
50mを5秒台で駆け抜ける俊足の持ち主。体格に似合わず大食いで、虎鉄と大食いの店を制覇しにいくこともある。また好色家であり嫉妬家で、試合に影響を及ぼしている事が多い。積極果敢に盗塁、進塁をするが、自身の足に絶対の自信を持ち、ベンチの指示を聞かずに勝手な行動をとることもしばしば。打撃ではセーフティバントを多用する。守備は上手く、特に右京との二遊間は抜群の連携を見せる。
今井 勇（いまい いさむ）
6番・三塁手・二塁手。3年生。右投げ右打ち。
キャプテン。誠実な人柄で、チームからの信頼が厚い。キタロー達のセンスを垣間見て、自分の才能との差に弱気になったこともあるが、キタロー達の目標である甲子園出場を理解し、真摯に野球に取り組む。グラブを磨く時が一番の幸せ。
瀬川 恵（せがわ けい）
3番（東王戦以降は7番）・左翼手。3年生。右投げ右打ち。
責任感厚い性格で、長妻が甲子園を決めた直後に野球部に戻って来た際には快く思わず反発的だったが、後に和解する。グラウンドのない学校の裏庭で日々繰り返した基礎技術は確かなもの。2番の伸之助の後を受け、彼にあわせケースバッティング、バントなどをこなす。
飛田 日斗（ひだ ひっと）
7番（東王戦以降は8番）・中堅手。2年生。右投げ右打ち。
小柄な選手。3年時にはキャプテンに就任した。
大仏 大（だいぶつ まさる）
8番（東王戦以降は9番）・右翼手。2年生。右投げ右打ち。
試合で活躍したことはなく、発言もほとんどしない。大きな図体の割に弱気な性格。チーム内でも野球が上手くはなく、一時は試合が進むにつれて周りとのレベルの差に自信をなくしていた。だが侮れないパンチ力を持っていて、甲子園1回戦では大会第1号の決勝ホームランを放った。肩もなかなか強い。
長妻（ながつま）
元あおい坂高校野球部員。野球部をやめた上に、受験勉強も怠けていた。しかし、東王戦をTVで観ていた際にかつては自分よりも下手だった瀬川達の成長を見て、好きな事からも逃げ出していた自分が情けなくなり、あお高が甲子園出場を決めた後、鈴緒に謝罪し、野球部に復帰する。投手。右投。背番号10。野球部をやめたものの鈴緒が選手登録を抹消しなかった為、甲子園大会でベンチ入りし、伝令やコーチャーを務める。
白鳥 恭助（しらとり きょうすけ）
キタロー達の１学年下。背番号７。
菅原 鈴緒（すがわら すずお）
野球部監督。
右投げ右打ち。キタローの従姉。あお高の教師。元帝都六大学リーグのアイドル選手。かつてキタローらが所属していた少年野球チーム「ボマーズ」の選手に野球を教えていた。アンダースローであったようである。キタローたちに「鈴ねえ」「師匠」と呼ばれ親しまれている。実家はすし屋を営んでおり、度々あお高の選手が入っているようである。スタイル抜群で､特に胸が大きいことは作中でもよく取りざたされている。
千葉 千秋（ちば ちあき）
あおい坂高校1年生のチアリーダー。野球部に関心がないあおい坂高校において、最初の理解者。所属するチアリーディング部を巻き込んで、野球部の応援をする。練習でケガがたえず、キタローに「バンソコ」というあだ名で呼ばれている。どんどん強くなっていくキタローに次第にひかれはじめる。実家はお好み焼き屋。
まり子
あおい坂高校チアリーディング部所属。野球の知識はあるようで、チアリーダーの仲間に解説する。千秋と同じく、野球部の理解者。
新橋 巴（しんばし ともえ）
あおい坂高校チアリーディング部キャプテン。3年生。肥満体型。千秋に言われ仕方なく星南戦を観戦に来たが、そこで雅治にぞっこん。本人は両想いと思っているが、雅治は大きな迷惑をこうむっている。翌年にはかなりのダイエットに成功し容姿端麗になる。
岩下（いわした）
あおい坂高校の女教頭。当初野球部の活動には無関心であったが、深和戦では虫垂炎で倒れた鈴緒の代理でベンチに入り、試合を間近でみてからはその熱心な姿勢に感動し態度を改める。
桂木 響子（かつらぎ きょうこ）
野球部マネージャー。3年生。
全国模試で100位以内の優等生。全国出場を決めたあお高野球部のマネージャーになった。甲子園でベンチ入りして大学入試の推薦を有利にするのが目的だったが、準々決勝の西郷戦でのキャプテン今井の頑張りを見て気持ちを入れ替え、純粋に野球部を応援するようになる。ベンチ入りする為とは言え一晩でスコアの付け方を覚えるなど努力家でもある。
橋本 のぞみ（はしもと のぞみ）
野球部マネージャー。1年生。
少年野球の経験がある為、スコアを付ける事が出来る。同じ1年生ということもあり、キタローに付き添っていた所を千葉に目撃され、付き合っていると勘違いされてしまう。後に病院で去ろうとする千葉を呼び止め誤解を解いた。
小池 悠理（こいけ ゆり）
野球部マネージャー。2年生。
甲子園出場を決めたあお高野球部のマネージャーになる。高校生離れしたナイスバディである。菅原監督の大学時代の恋バナに興味津々な様子を見せた。

### 東王学院
狛 光爾（こま こうじ）
4番・左翼手。2年生。右投げ左打ち。
「鈴緒を甲子園に連れて行く約束はしていない」「勝てない試合をしても意味がないことを鈴緒の涙から学んだ唯一のこと」と言い放ち､キタローたちの反感を買った。ただし、早生まれによってキタローたちと違う学年（一学年上）になってしまった自分の運命を恨んでいる節もあり、実はあお高の5人と一緒に野球をやりたかったという事を匂わせる描写もある。あだ名はコーちん。昔はぽっちゃりだった。小学生時代に鈴緒の助言により左打者に転向した。一年時の春の選抜で、サヨナラ満塁ホームランを放ちチームを優勝に導く。強肩である。あお高との決勝戦で、キタローの速球を打った際の衝撃で、右手の小指を骨折してしまう。その際、選手生命を失う危険性があることから、野球も、自らの今後もあきらめるような行動があったが、自分を待つチームメイト、そして理解者である古谷の微笑を見て涙を流す。左では打てなくなったが、右打者として復活を遂げ、秋の大会では3本の本塁打を放った。
古谷 文也（ふるや ふみや）
投手、一塁手。3年生。
東王学院のエース。前年甲子園予選中に肘を壊し、その後は一塁手として出場していた。今大会から復活。一塁に入りながらピンチに登板する。右投右打。特待生である。最高球速159km/h。
有坂 誠（ありさか まこと）
6番・投手、一塁手。左投左打。3年生。
古谷に次ぐ二番手ピッチャーながら、センバツ優勝投手。球質の重いストレートに加え、多彩な変化球を投げる本格派サウスポー。プライドが高く短気であり、古谷にマウンドを譲ることはもちろん、エースナンバーを譲ったこともあまり快く思っていない。その大きな体格からか、バッティングもいい。
豊里（とよさと）
7番・捕手。
右投げ右打ち。バスター打法を常用する。捕手として監督の信頼は厚い。気の荒い有坂を上手くコントロールするなど、性格は落ち着いているが、古谷に対し浮き足立った飛田を見て腹の中で馬鹿にしたり、ど真ん中のストレートを要求したりといった面もあった。
小山田（おやまだ）
3番・遊撃手。
3年生。主将。いつも爽やかな笑顔で白い歯を光らせる。右投右打。
ガルシア
5番・右翼手。
黒人選手。右投右打。
島崎 健司（しまざき けんじ）
1番・二塁手。
あおい坂戦の第一打席で内野安打を放つ。器用な打者。キタローの「遅い魔球」を狛以外で初めて前に飛ばした。右投両打。
藤井（ふじい）
2番・三塁手。
牟田（むた）
8番・中堅手。
南雲 七海（なぐも ななみ）
東王学院監督。
あまり選手に口出しせず、落ち着いてベンチで腕を組み試合を見つめる。しかし、一度状況が悪くなると機嫌を悪くし、口調も荒れる。勝負を楽しんでいる素振りを見せつつも、キタローを攻略出来ないまま試合が中盤に差し掛かると、冷やすことで反発力を増したバットを使って揺さぶりにくるなど名門の監督らしい勝ちにシビアな面も見せた。春選抜では当時1年の狛を4番に据えるなど、実力主義の采配をみせるが、選手とのコミュニケーションもよくとるようで、各選手ともに監督に対し気安く話しかける。

### 双塚高校
宝田 大器（たからだ たいき）
4番・投手。
1年生。アメリカ帰りの帰国子女。右投右打。最速150km。キタローたちとの試合を経てその実力を認め、再戦を誓う。甲子園に連れて行くことができなかった女房役の分も、更なる飛躍を目指す。最終話で変化球を覚えたと発言していた。
久本 聖示（ひさもと）
5番・捕手。
3年生。主将。あおい坂戦で敗色濃厚になった際、宝田の「久本さんを甲子園に連れて行きたかった」という言葉に涙を流す。

### 星南高校
第1シード校。
氷室 比呂彦（ひむろ ひろひこ）
5番・投手。
2年生。右投げ右打ち。ストレート並の球速で変化する超高速スライダーが武器である。その超高速スライダーは高校はもちろん、プロでも通用するといわれている。梅宮と同じくミーハー系野球雑誌「野球王子」に人気がある。なお、打撃面でも優れている。キタローに敗れた後、チームを勝利に導く、真のエースを自らの目標に定めた。
同学年で全国区の活躍をみせる狛にライバル意識を持っている。また決勝前にはあおい坂の古谷対策に協力するなど、あおい坂に協力する姿勢をみせる。3年のときは選抜に出場し、ベスト4まで進んだ。
長瀬 尚之（ながせ なおゆき）
6番・捕手。
2年生。右投げ右打ち。2年生ながら名門の正捕手となる。
森本 獅子雄（もりもと ししお）
4番・三塁手。
3年生。右投げ右打ち。キャプテン。第1打席ではバックスクリーンに直撃する本塁打を放ちそのパワーをみせる。キャプテンとしてチームの信頼は絶大。比呂彦にレオさんと呼ばれている。
山下 保久（やました やすひさ）
3番・遊撃手。
1年生。右投げ右打ち。1年生ながら異例のスタメン抜擢をうける逸材。長身細身のためかなりひょろっとした外見。氷室監督曰く「明日の星南をしょって立つ」という。腕が長く外角のボール球を引っ張ってフェンスまで運ぶなど、体型に因らず力もある。
岡山（おかやま）
氷室（ひむろ）
星南高校監督。
星南高校を就任10年で春3回、夏2回甲子園へ導く名将。エースピッチャー比呂彦の父。星南高校OBで28年前に星南高校が春夏連覇した時のエースピッチャー。キタロー対策としてグラウンドに穴を掘りピッチングマシーンでキタローの球筋を再現したり、全員右打者のオーダーを組んだりと、奇抜な策をとる。
本間（ほんま）
星南高校スコアラー。
2年生。かつて狛を抑えボマーズの4番打者になるほどであったが、氷室監督に選手として見切りを付けられて、2年生の春からスコアラーに任命される。その冷静さ・鋭さは抜群。松方が威嚇として使ったシンカーの意味を真っ先に見切ったのも本間。試合中に監督に作戦を提言するなどもする。しかし、まだ選手として諦めた訳ではないようであり、手にマメができている。

### 厚実高校
久保 慶次（くぼ けいじ）
1番・中堅手。
3年生。右投げ左打ち。レーザービームと称される強肩と俊足が武器。打撃センスも類を見ないほどで、三振したところを見たことがないとまで称される。高校通算打率が6割を超えるほど。仲間の信頼も厚く、1点ビハインドの最終回では、1死満塁の場面で前の打者が彼に託し、わざと三振する場面もあるなど、チームの要。
所 幸一（ところ こういち）
2番・二塁手。
あおい坂戦では活躍できなかったが、久保の後を受け、バント、ヒッティングと器用なバッティングを任される。
西岡（にしおか）
9番・投手。
立ち上がりは安定しない投球だが、試合が終盤に進むにつれて尻上がりに調子を上げる。1点ビハインドの最終回では、1死満塁の場面で絶対に次の久保に回すためにわざと三振した。
倉本（くらもと）
厚実高校監督。
好々爺のような風情の69歳。15年前までは強烈なスパルタ教育で知られたが、現在ののびのびプレーを方針としてから、都のベスト4に顔を出すまでの成績を残している。選手を乗せれば監督の仕事は終わったも同然と考えている。相手選手の能力分析は精度が高く、正確。

### 鳥越高校
新木田（あらきだ）
三塁手。
右投げ右打ち。監督の采配に口出しするとレギュラーを外されるため渋々チーム方針に従ってきたが、内心は不満で一杯だった。チームで唯一、正々堂々戦うことを忘れなかった選手。
杉田（すぎた）
3番・捕手。
右投げ右打ち。監督の指示を着実にこなす。守備時には相手打者に話しかけ、情報を探るささやき戦術を使う。バットが滑ったとしてわざと野手に投げる、打者のミート直前に大声を出して驚かせるといったずるい手段も平気で使う。
金松（かねまつ）
鳥越高校監督。
有名進学校である鳥越高校を就任1年目にしてベスト16へ導く結果を出す。しかし、なにかと理由をつけて何度も打席を外す、ユニフォームをダボつかせ死球を誘うなどの手段を選手に教えている。敗色が濃厚となると途端に機嫌を悪くし、選手にあたる。

### 慶徳高校
高倉（たかくら）
4番・捕手。
3年生。右投げ右打ち。中学校でのキタローの先輩。中学時レギュラーにボコボコに打たれるキタローのアンダースローは監督に認められなかったが、これを唯一認めたのが高倉だった。しかし準々決勝前、キタローの前に現れ、お前の夏を俺に譲れと言い出す心理攻撃を仕掛けるなど、勝負勘は中々の物。敗戦後雅治にクロスファイヤーの受け方を教える。キタローの魔球の正体を最初に突き止めた打者でもあり、捕手らしい理詰めの打撃が持ち味。好打の捕手として都内でも有名だった。ボクシング用のミットで捕球が出来るほどのキャッチング技術がある
兵藤 ヒカル（ひょうどう ひかる）
9番・投手。
3年生。左投げ左打ち。大会No.1左腕と評されるエースピッチャー。高倉に投手よりも打者の方が向いていると言わせる打撃センスを持つ。プレイボーイ。ピッチャーのキタローに故意の死球を頭部に見舞うなど、卑劣な一面もみせる。野球に対し執着を持っていないような素振りを見せるが、敗戦後には人知れず涙を流した。

### 深和学園
岩国（いわくに）
投手。
右投げ。深和学園のエース。監督の指示通りにコースを投げわける制球力を持ち、決め球にフォークを使う。速球も武器。あおい坂の下位打線を見下す傲慢な一面も持つ。
小松（こまつ）
投手。
1年生。左投げ。アンダースローで投げる深和の秘密兵器。スライダーを使う。1年生ながら、9回1点差2死一三塁の場面でエースに代わって登板。しかし、ピンチのプレッシャーに負け実力を出せないままキタローに逆転3ランを浴びる。
小泉 和文（こいずみ かずふみ）
深和学園監督。
咲玉栄の監督時代に甲子園準優勝を経験、都16強止まりの深和を就任3年目で4強へ引き上げる辣腕監督。カリスマとして知られ、選手の信頼は非常に厚い。また、選手のタイプを見極めるのも上手く、状況に応じて細かい指示を出す。

### 柏葉学園（兵庫代表）
佐藤 尚樹（さとう なおき）
高校通算79本の長打力が武器の4番打者。三塁手。右投右打。周囲の期待からくるプレッシャーで、円形脱毛症を患う程であったが、あお高のプレーを見て、自分の為に野球をする事を思い出す。キタローに「プロで待っている」と言い残し、甲子園を去った。背番号5。

### 静岡清浜高校（静岡代表）
神木 清春（かみき きよはる）
エースピッチャー。右投右打。球種はストレートとスライダーとカーブ。かなりの実力者で、キタローに続く完全試合達成を期待されていた。しかし、前の打席で死球を当てられた仕返しに、打席に入った相手投手に故意にぶつけるなど冷酷な面がある。これにより完全試合は消滅したが、ノーヒットノーランを達成した。
チームの絶対的なエースとして君臨しており、陰では、先輩の控え選手を憂さ晴らしに殴ったりするなど、チームメイトすらも自分が野球を楽しむための道具としか思っていない。また、打撃や守備といった投球以外のプレーをしないほど自身の実力に傲慢とも取れるほどの自信を持っており、対戦相手を見下している節があるが、吉本や淀宮の監督はこれが彼の長所でもあったと感じており、改心し真面目になりすぎてしまった事があおい坂に敗れた要因となった模様。持って生まれた才能に溺れ、野球にも然したる情熱を持ち合わせていなかった。しかし、マウンドでチームメイトに信頼されながら投球する中丸の姿を見て、次第に野球に対する情熱を持ち、あおい坂高ナインを倒すことに闘志を燃やし始め、全力のバックホームやバッティングも行うようになり、見下していた中丸の様なピッチングがしたいと思うようになる。負傷退場した中丸の後を継いで再びマウンドに登り、闘志溢れる投球であおい坂高ナインの前に立ちはだかった。試合には敗れたが、他のチームメイトからはエースとして認められた。自己MAXは151km/h。背番号1。翌年の選抜にも選ばれ、準決勝で氷室と延長14回まで投げ合い、氷室に投げ勝ったことが最終回の氷室との会話のなかで語られた。
吉本（よしもと）
キャッチャーで3番打者。責任感の強い選手で、身勝手極まりない神木に手を焼いているが、同時に神木の実力を誰よりも高く評価している。しかし、それ故に神木の横暴を容認しており、チーム間の亀裂を招いている。チームの勝利に徹する余り、あくまで自分は正しいと思い込んでいたが、あおい坂高ナインの猛攻で逆転を許し、神木が退いた逆境の中でもチームのために必死で投げる中丸の姿に己の過ちに気付く。神木ともバッテリーとして互いを信じ合うようになり、キャプテンとしてチームを本当の意味で纏め上げる存在へと成長を遂げた。背番号2。
仲島（なかしま）
サードで4番打者。右投右打。いつでも野球を楽しんでいる。野球に対する姿勢は真摯で、対戦相手であっても素直に実力を賞賛できる。その実力は神木さえも高く評価しているが、本人は神木の身勝手極まりない行動に不満を抱いている。バント処理はかなりのもので、打撃だけでなく守備でもその才能を発揮している。いかなる逆境であっても決して諦めようとせず、吉本とは違った意味でチームの支柱となる存在。背番号5。
中丸 直哉（なかまる なおや）
吉本の幼馴染で彼とは小学校の頃からバッテリーを組んでいる。神木が入部してくるまでエースだったが、彼の入部後に２番手投手に回った選手。背番号10。右投右打。球種はスライダーとカーブ。神木の横暴さに不満を持っていた部員たちを涙ながらに説得してまとめ上げるなど、芯のとても強い選手で、それ故チームメイトからの信頼はとても厚く、ピンチになっても顔色一つ変えずに抑えることができるが、相手を侮らない想いからペース配分を考えずに全力投球をする所があり、吉本も不安視していた。

### 鳴沢高校（香川代表）
速水 研二（はやみ けんじ）
鳴沢高校の4番打者で一塁手。左投左打。荒木を伸之助に接近させ、あお高の情報をスパイさせた。過去に地元の強敵をかつて同級生の情報により攻略した事から、情報を集める事に固執してしまう。その事でチームメイトすらもまともに見られなくり、反感を持たれるようになってしまった。背番号3。
荒木 唯（あらき ゆい）
鳴沢高校の3年で部のマネージャー。好意を持つ速水に利用され伸之助に接近し、あお高の情報をスパイしていたが、内心では罪悪感を抱いており、伸之助の高い走力にはかなりの関心を持っている。試合後は伸之助に謝罪し、交換したメールアドレスも使えないようにするなど距離を置いた。

### 西郷高校（鹿児島代表）
鹿児島代表の高校。
黒井 一成（くろい かずなり）
黒井三兄弟の長男で4番打者。捕手。3年生。右投左打。背番号2。懐の大きい人物。
黒井 次雄（くろい つぎお）　
三兄弟の次男で5番打者。三塁手。2年生。右投右打。背番号5。兄弟の中で野球センスが一番との評判。キタローの「速い魔球」を初球で当てる。直球には強く、本人曰く、無意識で打てるとのこと。
黒井 歳三（くろい としぞう）
三兄弟の三男で3番打者。一塁手。1年生。左投左打。背番号10。
松浦（まつうら）
西郷高校の投手。あお高戦で9回表、コテツに同点の満塁ホームランを打たれる。直後歳三に投手交代。

### 淀宮高校（大阪代表）
大阪代表の高校。
スタメンは嵐、およびV6のメンバーの名前が由来である。
松江 潤（まつえ じゅん）
淀宮高校3年生でエースピッチャー。MAXは148km/h。打順は5番。決め球はフォークボール。だが本人は一番の武器はド根性と試合中に語っている。右投げ右打ち。
桜木 翔（さくらぎ しょう）
淀宮高校3年生で捕手。打順は4番。右投げ右打ち。
三宮 カズヤ（さんのみや かずや）
淀宮高校3年生で遊撃手。打順は3番。あお高戦では4回キタローからライト前ヒットを放つ。しかし9回にはキタローの「速い魔球」にバットに当てるもののファーストフライ。キャプテン天野との二遊間コンビは「皆方コーチが鍛え上げた芸術品」と瀬能にも高く評価される程のもの。右投げ右打ち。
天野 サトシ（あまの さとし）
淀宮高校3年生で二塁手。打順は2番。チームのキャプテンを務めており、バントの名手。三宮との二遊間コンビは「皆方コーチの鍛え上げた芸術品」と瀬能にも高く評価される程のもの。右投げ左打ち。
柏葉 正樹（かしわば まさき）
淀宮高校3年生で中堅手。打順は1番。高レベルの大阪大会で出塁率トップ。「なにがなんでも塁に出る男」と言われている。
皆方（みなかた）
淀宮高校のコーチ。鈴緒の大学の先輩でもある。準決勝では、監督代行としてベンチに入った。選手たちには慕われている。「淀宮の躍進の影にこのコーチあり」とのうわさがある。

### その他の登場人物
真木 亜弓（まき あゆみ）
「野球王子」ライター。非常にミーハーな性格に加え、「男は顔」と言い切る面食い女。野球雑誌の記者だが野球のルールもろくに知らない。梅宮、氷室を特に贔屓し、あおい坂・星南戦を私的に決勝戦と一人盛り上がる。梅宮のことを「MYスター」と呼ぶ。
藤田 実（ふじた みのる）
「野球王子」カメラマン。真面目に仕事に取り組むが真木の言動に振り回され、フリーも視野に入れるほど現在の仕事に疑問を持っている。真木に頭が上がらない。また、「野球王子」の編集方針から、他の記者やカメラマンに囲まれると肩身が狭い。彼自身も野球ファンである。瀬能のように解説者的なポジションにいた。
瀬能（せのう）
場面の合間に状況の説明をしたり、これからの両者の出方をうかがうセリフで度々クローズアップされる。選手などにインタビューする描写がある。「ベースボールサンデー」という雑誌の記者。
梅宮父
右京の父。競馬などの騎手関連の仕事をしているが、昔は騎手になるのが夢であり、その夢が叶わなかったため、変わりに息子がその夢を叶えて欲しいと考えており、右京が騎手になることを強く望んでいた。右京の試合を観戦し野球にひたむきな姿を見ている内に、右京には自分が望む道を進んで欲しいと考えるようになり、野球を続けさせる事を認める。厳格な性格。

## 単行本
1. 2005年04月18日発売 ISBN 4091263747
2. 2005年06月16日発売 ISBN 4091263755
3. 2005年08月08日発売 ISBN 4091263763
4. 2005年10月18日発売 ISBN 4091263771
5. 2006年01月14日発売 ISBN 409120046X
6. 2006年03月17日発売 ISBN 4091201296
7. 2006年05月18日発売 ISBN 4091203752
8. 2006年08月11日発売 ISBN 4091205674
9. 2006年11月17日発売 ISBN 4091206778
10. 2007年01月13日発売 ISBN 9784091208705
11. 2007年03月16日発売 ISBN 9784091208798
12. 2007年06月18日発売 ISBN 9784091210784
13. 2007年08月10日発売 ISBN 9784091211583
14. 2007年11月16日発売 ISBN 9784091212177
15. 2008年02月18日発売 ISBN 9784091212849
16. 2008年06月18日発売 ISBN 9784091214003
17. 2008年09月18日発売 ISBN 9784091214676
18. 2008年12月18日発売 ISBN 9784091215178
19. 2009年03月18日発売 ISBN 9784091215970
20. 2009年05月18日発売 ISBN 9784091220066
21. 2009年08月18日発売 ISBN 9784091217189
22. 2009年11月18日発売 ISBN 9784091218858
23. 2010年01月18日発売 ISBN 9784091221100
24. 2010年03月18日発売 ISBN 9784091221865